# بازنان (سبيدار)
بازنان (بالفارسية: پازنان) هي قرية تقع في إيران في قسم سبیدار الريفي. يقدر عدد سكانها بـ 201 نسمة .